# ベルヴューデリーニニ山
ベルヴューデリーニニ山（ベルヴューデリーニニさん、フランス語: Bellevue de l'Inini）は、フランスの海外県であるフランス領ギアナの最も高い山である。標高851 m。